# Gruppo artiglieria da montagna "Asiago"
Il Gruppo artiglieria da montagna "Asiago" è stata un'unità dell'Esercito Italiano di stanza a Dobbiaco e dipendente dalla Brigata alpina "Tridentina".

## Storia
Il gruppo artiglieria da montagna "Asiago" fu operativo dal 30 luglio 1952 a Dobbiaco, presso la caserma "Piave". Il gruppo era inserito nel 2º Reggimento artiglieria terrestre "Vicenza" nella Brigata Alpina Tridentina.
Il 10 novembre 1952, si aggiunge al reparto di comando e alla 28ª batteria, la 29^, entrambe armate con mortaio 107 M30, precedentemente adottato anche dagli Stati Uniti d'America. In seguito questa venne sostituita con il mortaio 120 AM 50 Brandt.
Il 25 febbraio 1959 si aggiunge la 30ª batteria. Nel 1960 le sole batterie 28^ e 29^ vengono riarmate con l'105/14 Mod. 1956 autotrainate e someggiabil; il riarmo completo di tutte le batterie avvenne solamente nel 1970.
Dal 1º ottobre 1975 il gruppo viene messo sotto le dipendenze della Brigata alpina "Tridentina", fino a quando questo non fu sciolto l'8 giugno 1991.

## Stemma araldico
Lo stemma era stato concesso con decreto 27 settembre 1977
Ornamenti:
Lo scudo è sormontato dalla corona turrita degli Enti Militari.
Lista bifida d'oro, svolazzante, collocata sotto la punta dello scudo, incurvata con la concavità rivolta verso l'alto, riportante il motto, in lettere maiuscole di nero: "TASI E TIRA". Nastro rappresentativo della ricompensa al Valore: annodato nella parte centrale non visibile della corona turrita, scendente svolazzante in sbarra dal punto predetto, passando dietro la parte superiore dello scudo: 1 M.O.V.M.»
Nella prima partizione in azzurro, colore del valore, il tridente d'Ucraina simboleggia la gloria militare aquisita dal reparto sul fronte russo nel corso della seconda guerra mondiale.
La seconda partizione riprende lo stemma di Asiago per ricordare il legame territoriale e tradizionale che unisce il Corpo alla città della quale porta il nome fin dalla costituzione. Il monte all'italiana inserito nella punta dello scudo rappresenta il legame storico con i settori di montagna ove le batterie del gruppo si sono battute durante la guerra 1915-18. Il capo d'oro è riferito alla medaglia d'oro al valor militare concessa al 2º reggimento artiglieria alpina per il comportamento tenuto in Russia, nel quale erano inquadrate anche le batterie 28ª e 29ª confluite dopo il 1955 nel gr. "Asiago".

## Comandanti[1][4]
- Magg. Francesco Frattarelli
- Magg. Giovanni Delfino
- Magg. Bruno Gallarotti
- Magg. Carlo Bertini
- Ten. Col. Stefano Soldi
- Magg. Castore Azzari
- Magg. Pierluigi Moretto
- Magg. Antonio Bresciani
- Ten. Col. Fulvio Meozzi
- Ten. Col. Alberto Lucini
- Ten. Col. Tommaso Quirico
- Ten. Col. Angelo Baraldo
- Ten. Col. Giovanni Bruno
- Ten. Col. Alessandro Borsotti
- Ten. Col. Edoardo Millossovich
- Ten. Col. Ostilio Antonini
- Ten. Col. Gianpaolo Muratori
- Ten. Col. Sergio Bevilacqua
- Ten. Col. Giovanni Barberis
- Ten. Col. Claudio Claudani
- Ten. Col. Luigi Morrone
- Ten. Col. Paolo Donnini